# Southwest Ranches
Southwest Ranches é uma vila localizada no estado americano da Flórida, no condado de Broward. Foi incorporada em 2000.

## Geografia
De acordo com o United States Census Bureau, a vila tem uma área de 33,8 km², onde todos os 33,8 km² estão cobertos por terra.

## Demografia
Segundo o censo nacional de 2010, a sua população é de 7 345 habitantes e sua densidade populacional é de 217,1 hab/km². Possui 2 389 residências, que resulta em uma densidade de 70,6 residências/km².

## Geminações
- Clifden, Galway, Irlanda [4]